# Gomphus schneiderii
Gomphus schneiderii là loài chuồn chuồn trong họ Gomphidae. Loài này được Selys in Selys & Hagen mô tả khoa học đầu tiên năm 1850.